# Rosa Maltoni
Rosa Maltoni (Forlì, 22 d'abril de 1858 - Predappio, 19 de febrer de 1905) va ser una mestra d'escola italiana, coneguda per ser la mare del dictador italià Benito Mussolini.

## Biografia
Va néixer al barri de San Martino in Strada de Forlì, filla d'un veterinari, Giuseppe Maltoni, i d'una mestressa de casa, Marianna Ghetti.
En 1880 va conèixer al ferrer Alessandro Mussolini, quatre anys més gran que ella i militant socialista, amb qui es va casar al 25 de gener de 1882. El 29 de juliol de 1883 va donar a llum al seu fill Benito, primer ministre entre 1922 i 1943, i màxim exponent del feixisme italià. A més de Benito, del matrimoni també van néixer Arnaldo i Edvige.
Fervent catòlica, va batejar al seu fill Benito malgrat l'aversió del seu marit. Mestra en Palazzo Varano, Rosa Maltoni va morir prematurament en 1905 a causa d'una meningitis.
L'admiració que tenia Benito cap a la seva mare era tal que durant el Ventennio va ser representada com la dona italiana ideal, i molts van anar a visitar la seva tomba, tributant-la una veneració gairebé religiosa.
Rosa està enterrada al costat del seu fill en la cripta del cementiri de Predappio.